# Folkeafstemning om fortsat brændevinsforbud i Norge
Folkeafstemning om fortsat brændevinsforbud var en folkeafstemning i Norge afholdt den 18. oktober 1926, hvor 423.031 (44,3%) af nordmændene stemte for fortsat forbud og 531.084 (55,7%) for at ophæve forbuddet, hvorefter det blev ophævet. Forbuddet var blevet vedtaget i 1919 efter en folkeafstemning, hvor 63 % stemte for at indføre et forbud mod salg og fremstilling af alkohol, stærkere end sterkøl og hedvin, mens rødvin, hvidvin og øl var tilladt at sælge.
Baggrunden for en ny folkeafstemning var, at efter indføringen af forbuddet kom der en stadig øgende smugling af brændevin til landet, og et omfattende kontrolapparat blev etableret i politiet og toldvæsenet i et forsøg på at stoppe smugling og hjemmebrænderi. Omfanget af det ulovlige salg af alkohol var imidlertid så stort, at en ny afstemning tvang sig frem og derfor blev afholdt i 1926.